# Macrosiphoniella tapuskae
Macrosiphoniella tapuskae är en insektsart som först beskrevs av Hottes och Theodore Henry Frison 1931.  Macrosiphoniella tapuskae ingår i släktet Macrosiphoniella och familjen långrörsbladlöss. Arten är reproducerande i Sverige. Inga underarter finns listade i Catalogue of Life.

## Bildgalleri

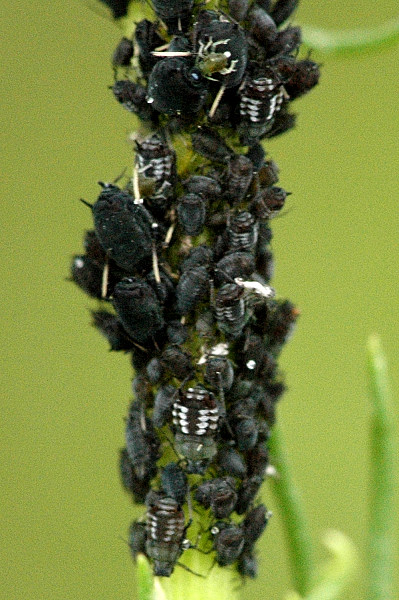